# Burg-Reuland

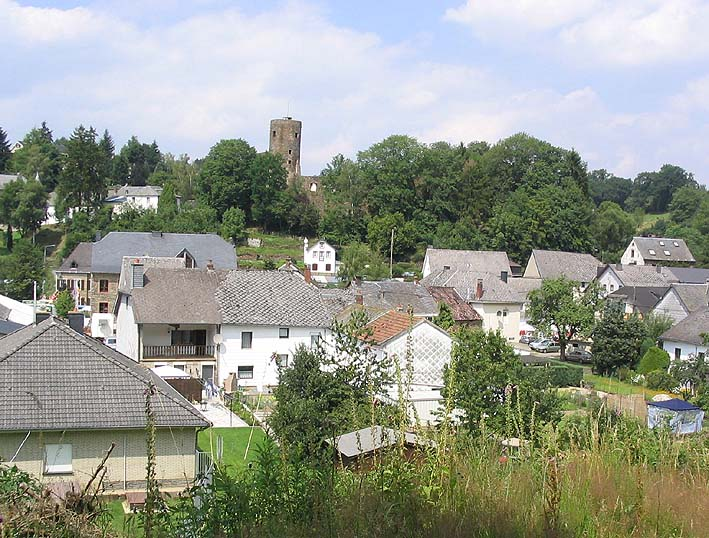
Ortschaft Burg-Reuland mit der Burg im Hintergrund

Burg-Reuland, benannt nach der Burg Reuland, ist die südlichste Gemeinde der Deutschsprachigen Gemeinschaft in Belgien. Sie liegt im äußersten Südosten der Provinz Lüttich südlich von Sankt Vith im Tal der Our.

## Gemeindestruktur
Die Gemeinde Burg-Reuland besteht aus 26 weit verstreuten Dörfern und Weilern. Verwaltungssitz der Gemeinde ist Thommen.
Einwohnerzahlen der Dörfer, Weiler und Einzelhöfe (Stand: 31. Dezember 2021):
- Aldringen: 341
- Alster: 101
- Auel: 118
- Reuland: 279 (einschließlich Reuland-Bahnhof: 6)
- Bracht: 104
- Braunlauf: 241
- Diepert: 2
- Dürler: 190
- Espeler: 246
- Grüfflingen: 317
- Koller: 9
- Lascheid: 172
- Lengeler: 165(1)
- Maldingen: 355
- Maspelt: 98
- Malscheid: 61
- Oberhausen: 43
- Oudler: 412
- Ouren: 117
- Richtenberg: 25
- Steffeshausen: 109
- Stoubach: 18
- Thommen: 263
- Weisten: 59
- Weidig: 4
- Weweler: 92

(1) Weit entfernt von dem Dorf gibt es eine Flur namens Lengeler.

## Geographische Lage
Die Gemeinde liegt in der belgischen Eifel, östlich des Plateau des Tailles, der mit 652 m höchsten Erhebung der Ardennen.
Im Osten liegen die Ortsteile Auel, Steffeshausen und Weweler im Tal der Our (deutsch Ur). Der Ort Reuland mit der namengebenden Burg liegt im Tal des Our-Zuflusses Ulf, der mehr als drei Viertel der Gemeinde entwässert. Im Nordwesten des Gemeindegebietes entspringt der Our-Zufluss Braunlauf, der den Westen der Gemeinde St. Vith entwässert.
Der südlichste Teil des Gemeindegebiets mit der Ortschaft Ouren bildet ein Dreiländereck mit Deutschland und Luxemburg.

### Nachbargemeinden
Im Westen grenzt Burg-Reuland an Gouvy und an den südlichsten Teil der Gemeinde Vielsalm. Nördlich liegt das Gebiet Sankt Vith. Im Osten liegen jenseits der deutsch-belgischen Grenze die Verbandsgemeinden Prüm sowie Arzfeld und im Süden das Großherzogtum Luxemburg mit den Gemeinden Ulflingen (Troisvierges) und Weiswampach.

## Geschichte
Das Gemeindegebiet wurde 1815 auf dem Wiener Kongress der preußischen Rheinprovinz zugeschlagen und kam 1919 durch den Friedensvertrag von Versailles an Belgien.
Am 10. Mai, dem ersten Tag des Westfeldzugs, versuchte ein Trupp Brandenburger (eine Spezialeinheit der Wehrmacht) vergeblich, die von belgischen Verteidigern vorbereitete Sprengung der Our-Brücke im Stadtteil Maldingen zu vereiteln.
Die heutige Gemeinde Burg-Reuland entstand am 1. Januar 1977 durch die Gemeindefusion aus den damaligen Gemeinden Reuland und Thommen.

### Demographie
| Jahr | Einwohner | Anmerkungen                                                   |
| ---- | --------- | ------------------------------------------------------------- |
| 1816 | 353       | sämtlich Katholiken (ein Schullehrer oder eine Schullehrerin) |
| 1818 | 360       | [ 4 ]                                                         |
| 1821 | 343       | in 68 Privatwohnhäusern                                       |
| 1852 | 511       | [ 5 ]                                                         |
| 1875 | 2216      | [ 6 ]                                                         |
| 1880 | 2203      | [ 6 ]                                                         |
| 1905 | 2173      | , nach anderen Angaben 2175 Einwohner                         |
| 1910 | 2215      | am 1. Dezember                                                |
| 1930 | 2246      | [ 6 ]                                                         |

## Kultur und Sehenswürdigkeiten

### Museen
Im Kulturhaus Burg-Reulands – der ehemaligen Schule des Ortes – ist ein Heimatmuseum beheimatet, das Alltagsgegenstände ländlichen Lebens zeigt. Dazu gehören Haushaltsgeräte, Werkzeuge alter Berufe und landwirtschaftliche Gerätschaften. In diesem Gebäude ist auch das Paul-Gérardy-Museum untergebracht. Dort sind Ausstellungsstücke zum Leben und Werk des Schriftstellers zu sehen.

### Bauwerke

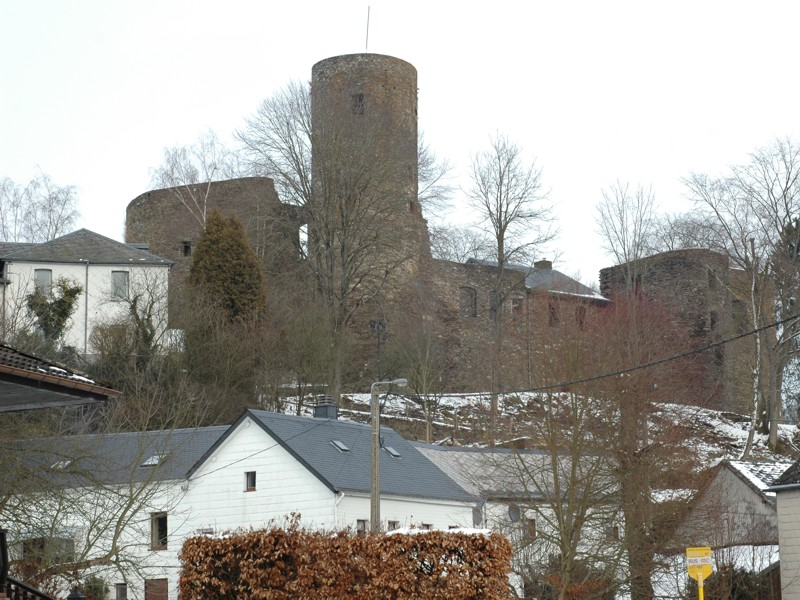
Die Burg Reuland

Im Ort Reuland steht die Burg Reuland, eine der größten Burgruinen der Eifel.
Im Ortsteil Bracht steht die kleine Rektoratskirche der Schmerzhaften Mutter sowie das 1782 erbaute Schloss Bracht.
Das Europadenkmal in Ouren steht inmitten eines kleinen Parks und wurde im Oktober 1977 eingeweiht.
In der Gemeinde Burg-Reuland gibt es insgesamt 19 Kirchen und Kapellen. Mit der Peterskirche in Ouren, der St.-Hubertus-Kapelle in Weweler, der St. Stephanus-Kirche in der Ortschaft Reuland sowie der St. Remaklus-Kirche in Thommen stehen vier von ihnen unter Denkmalschutz.

### Natur
Das ländliche Gemeindegebiet wird durch das Tal der Our geprägt. Es ist ein beliebtes Ziel für Wanderer sowie Mountainbiker und das wichtigste Standbein des dortigen Tourismus.

## Infrastruktur
Die Einkaufsmöglichkeiten in der Gemeinde beschränken sich auf Bäckereien und Schlachtereien. Die Gemeinde gehört durch ihre Grenzlage zum Einzugsbereich mehrerer Einkaufszentren im Norden Luxemburgs. Der nächste Bahnhof befindet sich ebenfalls in Luxemburg, in Ulflingen (luxemburgisch Elwen/französisch Troisvierges).
Von 1889 bis 1952 führte eine Zweigstrecke der Vennbahn durch Reuland. Sie verband Aachen mit Luxemburg, war also von überregionaler Bedeutung. In Troisvierges hatte sie Anschluss an die luxemburgische Nordbahn (Bahnstrecke Luxemburg–Spa). Zwischen dem Burg-Reulander Ortsteil Lengeler und dem Ulflinger Ortsteil Wilwerdingen führte sie durch einen 700 m langen Tunnel. Bei der Ardennenoffensive in der Schlussphase des Zweiten Weltkriegs wurde die Strecke von der deutschen Wehrmacht durch Brückensprengungen unterbrochen. Danach wurde bis zur Stilllegung nur noch das Teilstück von Reuland nach Troisvierges befahren. Die Trasse wurde Stück für Stück als Teil des RAVeL-Netzes für Radler und Wanderer hergerichtet, der wiederum ein Abschnitt des Vennbahnradweges ist.

### Bildung
In der Gemeinde Burg-Reuland sind 8 kommunale Schulen angesiedelt, von denen jede über die beiden Abteilungen Kindergarten und Primarschule verfügt.

## Persönlichkeiten
- Anna von Palant (um 1550–1599), deutsche Humanistin und neulateinische Dichterin.
- Adam Thomas (1799–1877), „Den Allijer Hähr“, Pastor in Aldringen.
- Wilhelm Koep (1905–1999), Architekt
- Joseph Maraite (1949–2021), ehemaliger Ministerpräsident der Deutschsprachigen Gemeinschaft Belgiens und Bürgermeister der Gemeinde.